# 伊藤研之
伊藤 研之（いとう けんし、1907年4月6日 - 1978年9月17日）は、日本の洋画家。二科会福岡支部長。福岡文化連盟初代理事長。

## 経歴
福岡市大名町（現・中央区大名）に生まれる。大名尋常小学校、福岡県中学修猷館を経て、1927年、早稲田商業学院に進学。1929年、早稲田大学文学部仏文科に入学する。
早大在学中、二科会の酒本博示に洋画を学び、1930年協会研究所にも通う。1930年、第5回1930年協会展に入選。1931年、第18回二科展に『風景』が入選し、洋画家を志し二科展に出品を続ける。1933年、早大を卒業して福岡に帰郷し、前衛美術グループ「ソシエテ・イルフ」に参加。1938年、二科会の中での前衛的な画家による九室会の創立に参加する。1940年、第27回二科展に『湖』、『鳥』を出品し二科特待賞を受賞。同年秋、中支振興会社から招かれ中国に渡り、上海に居住する。1941年、二科会々友となる。
1946年、帰国して、以後福岡市に居住する。1947年から再開された二科展に出品し、1948年、第33回展に出品した『海辺』、『子供の夢』、『野』で二科賞を受賞。1952年、二科会会員に推挙される。1959年、第44回展出品作『甲冑の人』、『人』で会員努力賞を受賞。また、福岡県文化会館壁画（1964年）、飯塚市文化会館壁画（1966年）、福岡県職員会館黒田莊壁画（1967年）などの壁画も制作した。
現実と非現実とが交錯する不思議な心象の世界を抒情的に描写して独自の境地を開き、長年に亘って二科会福岡支部長を務め、二科会九州勢を牽引した。
傍ら、広く福岡の文化推進にも尽力し、1967年に結成された福岡文化連盟の初代理事長を務め、1970年、第29回西日本文化賞、1976年、第1回福岡市文化賞を受賞。1956年から1971年まで九州大学工学部建築学科講師、1971年から1977年まで精華女子短期大学教授を務めた。九州芸術工科大学設立委員も務めている。
1978年9月17日、肝硬変のため福岡市内の病院で死去。享年71。